# 호미들
호미들(Homies)은 대한민국의 힙합 그룹으로 래퍼 루이, 친, CK로 구성되어 있다. 2019년에 영앤리치 레코즈 유튜브 채널의 힙합 오디션 프로그램 <수퍼비의 랩 학원>에서 준우승하면서 주목을 받았다. 
2020년에 영앤리치 레코즈와 계약한 후 정규음반 GENERATION(2021)과 EP Ghetto Superstars(2020)와 Family Business(2021)를 발매했다. 가온차트 뮤직 어워즈에서 1회, 멜론 뮤직 어워즈에서 1회, 한국 힙합 어워즈에서 2회 수상했다. 

## 경력

### 2019-2020:Ghetto Kids와 영앤리치 레코즈와의 계약
호미들은 2019년 8월에 영앤리치 레코즈 유튜브 채널의 힙합 오디션 프로그램 <수퍼비의 랩 학원>에서 준우승하면서 주목을 받았다. 11월에 데뷔 EP B.F.A.M.을 발매했다. 
2020년 5월에 데뷔 정규 음반 Ghetto Kids를 발매했고, 이는 한국 힙합 어워즈 올해의 과소평가된 앨범 후보에 올랐다. 12월에 래퍼 수퍼비가 설립한 힙합 레이블 영앤리치 레코즈와 계약했다.

### 2021-2022: "사이렌 Remix"
호미들은 2021년 2월에 한국 힙합 어워즈에서 올해의 신인 아티스트를 수상했다. 3월에 언에듀케이티드 키드와 폴 블랑코가 피처링한 싱글 "사이렌 Remix"를 발매했다. 이는 호미들의 노래 중 처음으로 가온 디지털 차트에 진입했고, 최고 순위 18위를 기록했다. 12월에 정규 음반 GENERATION을 발매했고, 멜론 뮤직 어워즈에서 베스트 뮤직 스타일을 수상했다.
2022년 1월에 가온차트 뮤직 어워즈에서 올해의 발견을 수상했다. 2월에 영앤리치 레코즈 유튜브 채널의 힙합 오디션 프로그램 <드랍더비트>의 심사위원을 맡았다.

## 디스코그래피

### 정규 음반
| 제목        | 상세                                                                                             |
| ----------- | ------------------------------------------------------------------------------------------------ |
| Ghetto Kids | - 발매일: 2020년 5월 15일 - 레이블: GMSP, 우조엔터테인먼트 - 형식: 디지털 다운로드               |
| GENERATION  | - 발매일: 2021년 12월 14일 - 레이블: 영앤리치 레코즈, 카카오엔터테인먼트 - 형식: 디지털 다운로드 |

### EP
| 제목              | 상세                                                                                             |
| ----------------- | ------------------------------------------------------------------------------------------------ |
| B.F.A.M           | - 발매일: 2019년 11월 15일 - 레이블: GMSP, 우조엔터테인먼트 - 형식: 디지털 다운로드              |
| 진인사대천명      | - 발매일: 2020년 1월 28일 - 레이블: GMSP, 우조엔터테인먼트 - 형식: 디지털 다운로드               |
| Ghetto Superstars | - 발매일: 2020년 12월 14일 - 레이블: 영앤리치 레코즈, 카카오엔터테인먼트 - 형식: 디지털 다운로드 |
| Family Business   | - 발매일: 2021년 5월 18일 - 레이블: 영앤리치 레코즈, 카카오엔터테인먼트 - 형식: 디지털 다운로드  |

### 싱글
| 제목                                                  | 연도 | 차트 최고 순위 | 음반              |
| 제목                                                  | 연도 | KOR            | 음반              |
| ----------------------------------------------------- | ---- | -------------- | ----------------- |
| "생기부"                                              | 2020 | —              | 생기부            |
| "샤넬 No.5"                                           | 2020 | —              | 생기부            |
| "골리앗"                                              | 2020 | —              | 골리앗            |
| "상하차"                                              | 2020 | —              | 골리앗            |
| "절대"                                                | 2021 | —              | 절대              |
| "Drama"                                               | 2021 | —              | 절대              |
| "사이렌 Remix" (Feat. 언에듀케이티드 키드, 폴 블랑코) | 2021 | 18             | 비음반 싱글       |
| "ALL MINE"                                            | 2021 | —              | 도굴왕 OST Part.2 |
| "했던 말"                                             | 2021 | —              | HANG OUT          |
| "BROKEN FERRARI"                                      | 2022 | —              | 비음반 싱글       |

## 수상 및 후보
| 시상식               | 연도 | 후보           | 부문                    | 결과 | 각주   |
| -------------------- | ---- | -------------- | ----------------------- | ---- | ------ |
| 가온차트 뮤직 어워즈 | 2022 | 호미들         | 올해의 발견 (힙합 부문) | 수상 | [ 7 ]  |
| 멜론 뮤직 어워즈     | 2021 | 호미들         | 베스트 뮤직 스타일      | 수상 | [ 6 ]  |
| 한국 힙합 어워즈     | 2021 | 호미들         | 올해의 신인 아티스트    | 수상 | [ 4 ]  |
| 한국 힙합 어워즈     | 2021 | Ghetto Kids    | 올해의 과소평가된 앨범  | 후보 | [ 2 ]  |
| 한국 힙합 어워즈     | 2021 | "사이렌"       | 올해의 뮤직 비디오      | 후보 | [ 2 ]  |
| 한국 힙합 어워즈     | 2022 | 호미들         | 올해의 아티스트         | 후보 | [ 10 ] |
| 한국 힙합 어워즈     | 2022 | "사이렌 Remix" | 올해의 콜라보레이션     | 수상 | [ 11 ] |

### 내용주
1. ↑  "절대"는 가온 디지털 차트에 진입하지 못했지만 가온 다운로드 차트 89위를 기록했다.
2. ↑  "했던 말"은 가온 디지털 차트에 진입하지 못했지만 가온 다운로드 차트 95위를 기록했다.

### 참조주
1. ↑  백현우 (2021년 4월 29일). “신예 힙합그룹 호미들, 웹툰 ‘도굴왕’ 두 번째 OST ‘ALL MINE’ 음원 발표”. 《문화뉴스》.
2. 1 2  “한국 힙합 어워즈 2021 후보”. 《한국 힙합 어워즈》.
3. ↑  홍혜민 (2020년 12월 14일). “'수퍼비 패밀리' 영앤리치 레코즈, 호미들 영입 [공식]”. 《한국일보》.
4. 1 2  “한국힙합어워즈 2021 수상작”. 《한국 힙합 어워즈》.
5. ↑  “2021년 24주차 Digital Chart”. 《가온 차트》.
6. 1 2  박세연 (2021년 12월 4일). “[MMA2021]아이유, 대상 2개 포함 5관왕…BTS·에스파 4관왕[종합]”. 《스타투데이》.
7. 1 2  이다겸 (2022년 1월 27일). “[2022 가온차트] 방탄소년단, 8관왕 ‘올킬’…아이유 5관왕(종합)”. 《스타투데이》.
8. ↑  지나윤 (2021년 12월 1일). “"자숙 중인 래퍼도 OK"…수퍼비, '비트코인' 걸고 서바이벌 연다”. 《SBS 뉴스》.
9. ↑  “호미들”. 《가온 차트》. 2022년 2월 28일에 확인함.
10. ↑  “한국 힙합 어워즈 2022 후보”. 《한국 힙합 어워즈》.
11. ↑  “한국힙합어워즈 2022 수상작”. 《한국 힙합 어워즈》.